# Zübeyir Aydar
Zübeyir Aydar (Siirt, 1961) és un polític kurd i president del Kongra-Gel (Congrés Popular del Kurdistan), el qual és el parlament del Koma Civakên Kurdistan (KCK), i es converteix de facto en el líder del Partit dels Treballadors del Kurdistan.
Nascut a la ciutat de Siirt, es va llicenciar en Dret per la Universitat d'Istanbul; després d'això va treballar com a advocat a Siirt del 1986 al 1991, on va organitzar una branca local de l'Associació de Drets Humans de Turquia (IHD) i s'uní al primer partit kurd de Turquia, el Partit Popular Laborista (HEP). Fou elegit diputat a la Gran Assemblea Nacional de Turquia el 1991 com a independent per Siirt. Quan l'HEP fou prohibit el 1993, s'uní a un nou partit kurd, el Partit de la Democràcia (DEP). Quan el DEP fou prohibit el 1994, Aydar fugí a Bèlgica quan molts dels membres del partit foren arrestats per les autoritats turques. A Europa, s'uní al Parlament kurd a l'exili (PKDW), i posteriorment al Congrés Nacional Kurd (KNK) i a la Confederació Popular del Kurdistan (KCK) quan es va convertir en cap de la legislatura el 2003.
És buscat a Turquia per la seva pertinença a un partit polític il·legal i també es troba en crida i cerca per part del Departament del Tresor dels Estats Units per presumpte tràfic de drogues des del 14 d'octubre del 2009, junt amb Murat Karayılan i Ali Riza Altun.
El juny del 2010, les autoritats belgues arrestaren Aydar, junt amb Remzi Kartal, Adem Uzun i Faruk Doru per la seva participació en les transaccions financeres del PKK. Diverses personalitats polítiques i acadèmiques d'Europa protestaren pel seu arrest en la mesura en què resultava contraproduent per tal de trobar una solució política a la qüestió kurda. Després de tres setmanes, Aydar i els seus codemandats foren alliberats per falta de proves.